# Premios de la Asociación de críticos de cine de Austin 2011
Los premios de la Asociación de críticos de cine de Austin de 2011 fueron entregados el 28 de diciembre de 2011, con motivo de premiar lo mejor en materia cinematográfica realizada en ese año.

## Premios
Mejor película
- Hugo (Martin Scorsese)

Mejor dirección
- Nicolas Winding Refn, Drive

Mejor actor
- Michael Shannon, Take Shelter

Mejor actriz
- Tilda Swinton, We Need to Talk About Kevin

Mejor actor de reparto
- Albert Brooks, Drive

Mejor actriz de reparto
- Jessica Chastain, Take Shelter

Mejor guion original
- Woody Allen, Medianoche en París

Mejor guion adaptado
- Hossein Amini, Drive

Mejor película extranjera
- I Saw the Devil, Corea del Sur

Mejor película de animación
- Rango

Mejor película documental
- Senna

Mejor banda sonora
- Steven Price, Attack the Block

Mejor fotografía
- Emmanuel Lubezki, El árbol de la vida

Mejor actuación revelación
- Jessica Chastain, Take Shelter, El árbol de la vida, Coriolanus, The Help, Texas Killing Fields, The Debt

Mejor primera película
- Joe Cornish, Attack the Block

Austin Film Award
- Take Shelter